# Juvita Pereira Faria
Juvita Pereira Faria (* 1992) ist eine osttimoresische Jugendaktivistin. Sie ist Mitgründerin und Präsidentin des Youth Leadership Development Program (YLDP-TL), das jungen Menschen eine kostenlose Führungsausbildung bietet.
Faria wuchs in einem Waisenhaus auf. Faria absolvierte ein Masterstudium zu Menschenrechten und Demokratisierung und ein Bachelorstudium in Jura. Sie ist spezialisiert auf Führungsmanagement, Lehrplanentwicklung und Programme zum Aufbau von zwischenmenschlichen Kompetenzen und Kapazitäten. 2022 arbeitete sie an der Universidade da Paz (UNPAZ) an der Lehrplanentwicklung und unterstützt die Menschenrechtsausbildung am Menschenrechtszentrum der Universidade Nasionál Timór Lorosa’e (UNTL).